# Eindeichung

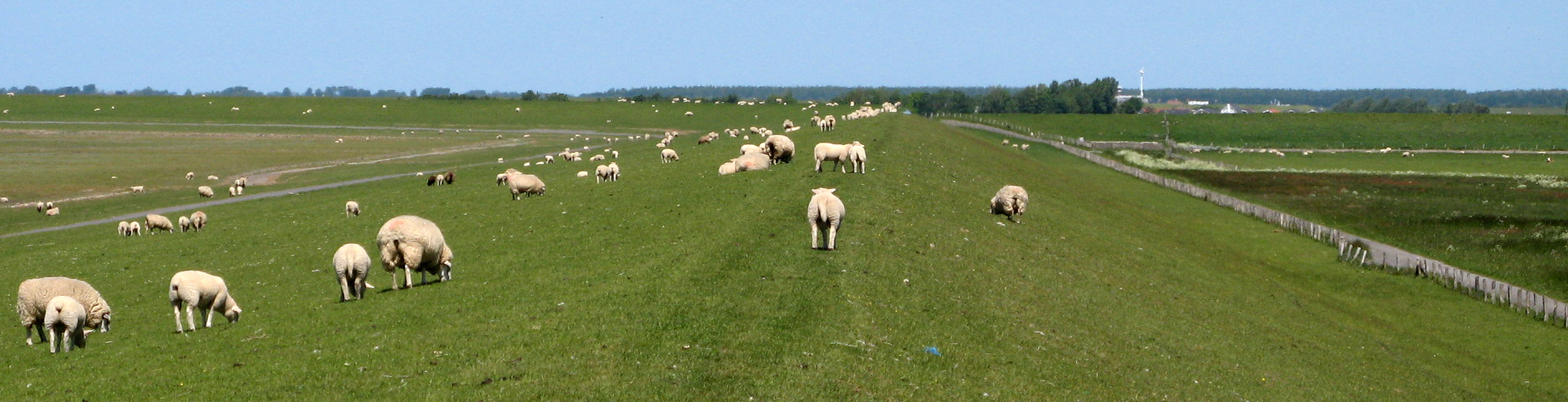
Seedeich mit Vorland (links) in Wesselburenerkoog, Kreis Dithmarschen

Eindeichung beschreibt einen Prozess bei der Landgewinnung. Hierzu werden vor dem Festland Deiche gebaut und das von der eingedeichten Fläche abfließende Oberflächenwasser durch Gräben und Siele in das Meer geleitet. Das eingedeichte Land nennt man in Schleswig-Holstein Koog, in Niedersachsen Groden und in den Niederlanden und an der Ems Polder. Aus der bisherigen Salzwiese bildet sich nun in wenigen Jahren eine Weide.